# 稻田苇莺
稻田苇莺（学名：Acrocephalus agricola）为鶲科苇莺属的鸟类。该物种主要分布在中亚和南亚地区，其模式产地在印度。它以前被歸入「舊大陸葦鶯」集合。遠東葦鶯（A. tangorum）曾經（有時仍然）被包含在A. agricola中作為亞種。

## 分類

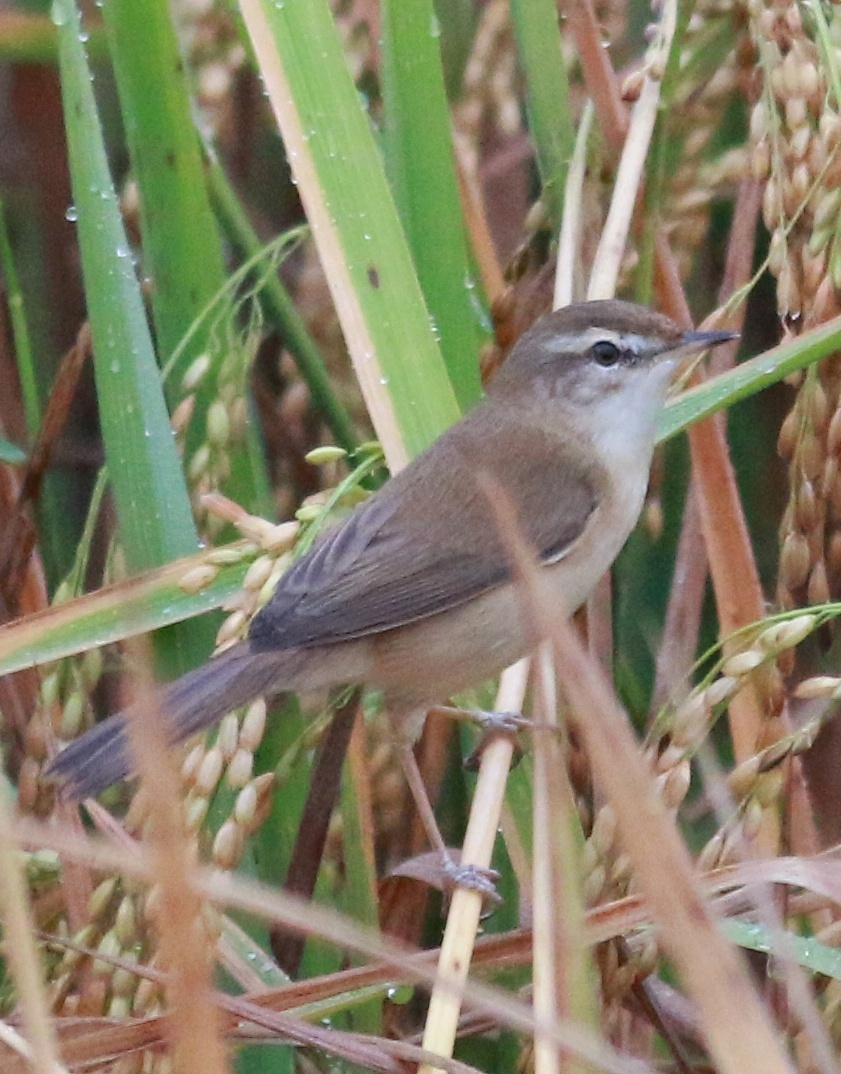
喀拉拉邦，印度

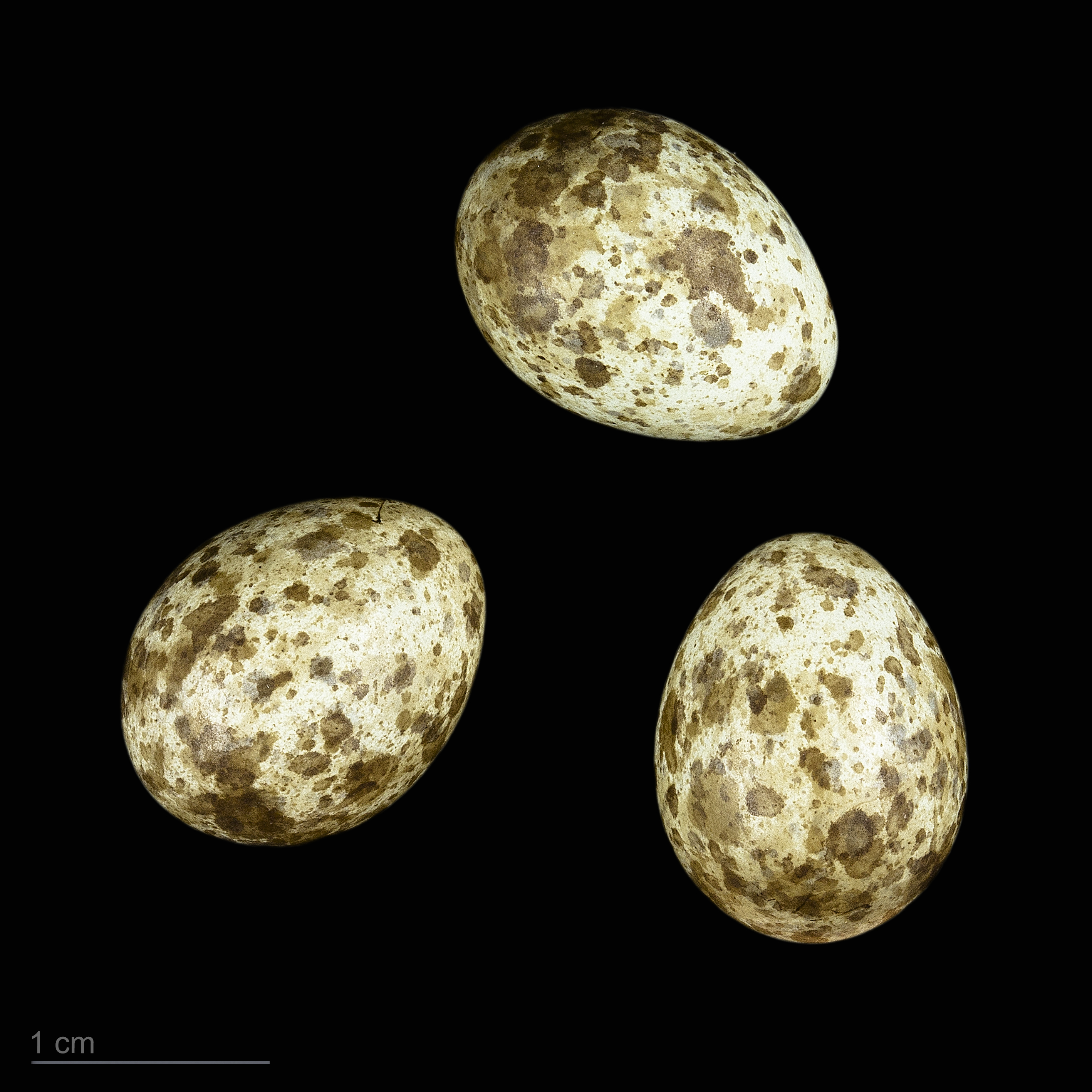
Acrocephalus agricola - 土魯斯博物館

屬名Acrocephalus來自古希臘語akros，意思是「最高的」，以及kephale，意思是「頭」。可能瑙曼和瑙曼認為akros的意思是「尖頭」。種名agricola來自拉丁語，意思是「農夫」。

## 描述
稻田葦鶯長13 cm（5.1英寸），翼展15—17.5 cm（5.9—6.9英寸），大小接近蘆葦鶯，但嘴和翼展較短。成鳥具有無斑的淺棕色背部和黃褐色腹部，並擁有暖棕色的臀部。眉紋較為清晰，嘴短而尖。雌雄鳥外觀相同，像大多數葦鶯一樣，幼鳥腹部顏色較深。與大多數葦鶯一樣，它是食蟲的。
它的歌聲快速，類似於濕地葦鶯，帶有大量模仿聲和典型的葦鶯特有的哨聲。其歌聲比其親緣物種更弱且節奏性更強。

## 分布
它繁殖於溫帶的中部古北界。屬於候鳥，在孟加拉國、印度和巴基斯坦越冬。雖然它是西歐洲的罕見迷鳥，但在黑海西岸靠近保加利亞和羅馬尼亞邊界有少量繁殖族群。這種雀形目的鳥是一種棲息於低矮植被中的物種，喜歡長禾本科的草、蘆葦和稻。它會在草中築巢，產下4-5顆蛋。

## 亚种
- 稻田苇莺新疆亚种（学名：Acrocephalus agricola brevipennis）。在中国大陆，分布于新疆、青海等地。该物种的模式产地在突厥斯坦地区。[3]
- 稻田苇莺东北亚种（学名：Acrocephalus agricola tangorum）。在中国大陆，分布于内蒙古、黑龙江、辽宁、河北等地。该物种的模式产地在河北。[4]